# Bronisław Kuczyński (oficer)
Bronisław Józef Kuczyński (ur. 21 września 1895 w Warszawie, zm. w 1969) – kapitan administracji (artylerii) Wojska Polskiego.

## Życiorys
Urodził się 21 września 1895 w Warszawie, w rodzinie Władysława i Ludwiki z Chromińskich. Był bratem Anny (1881–1937), żony Ludwika Antoniego Paszkiewicza. 
W 1921 pełnił służbę w 7 Pułku Artylerii Polowej. Później został przeniesiony do rezerwy z przydziałem w rezerwie do 7 pap. Następnie, jako oficer rezerwy został powołany do służby czynnej w 28 Pułku Artylerii Polowej w Dęblinie-Zajezierzu. 8 stycznia 1924 został zatwierdzony w stopniu kapitana ze starszeństwem z 1 czerwca 1919 i 680. lokatą w korpusie oficerów rezerwy artylerii. 23 sierpnia 1924 został przemianowany z dniem 1 lipca 1924 na oficera zawodowego w stopniu kapitana ze starszeństwem z 1 lipca 1919 i 8. lokatą w korpusie oficerów artylerii. Kontynuował służbę w 28 pap. W listopadzie 1928 został przeniesiony do kadry oficerów artylerii i pozostawiony w dyspozycji komendanta kadry (później w dyspozycji szefa Departamentu Artylerii MSWojsk.) Faktycznie pełnił w tym czasie służbę w Oddziale II Sztabu Głównego. W październiku 1931 został przeniesiony do 10 Pułku Artylerii Lekkiej w Łodzi. W pułku dowodził 8. baterią. W kwietniu 1933 został przeniesiony do Powiatowej Komendy Uzupełnień Łódź Powiat na stanowisko kierownika I referatu administracji rezerw, a w styczniu 1934 do PKU Mińsk Mazowiecki na stanowisko kierownika II referatu poborowego. Po wejściu w życie nowej pragmatyki oficerskiej (18 marca 1937) został przeniesiony do korpusu oficerów administracji. 1 września 1938 jednostka, w której pełnił służbę została przemianowana na Komendę Rejonu Uzupełnień Mińsk Mazowiecki, a zajmowane przez niego stanowisko otrzymało nazwę „kierownik II referatu uzupełnień”. Zmarł w 1969. 
Bronisław był żonaty z Teodorą z Lucińskich.

## Ordery i odznaczenia
- Krzyż Niepodległości – 20 lipca 1932 „za pracę w dziele odzyskania niepodległości”[16]
- Krzyż Walecznych trzykrotnie[17]
- Medal Międzysojuszniczy „Médaille Interalliée”[18]